# Заградительный аэростат

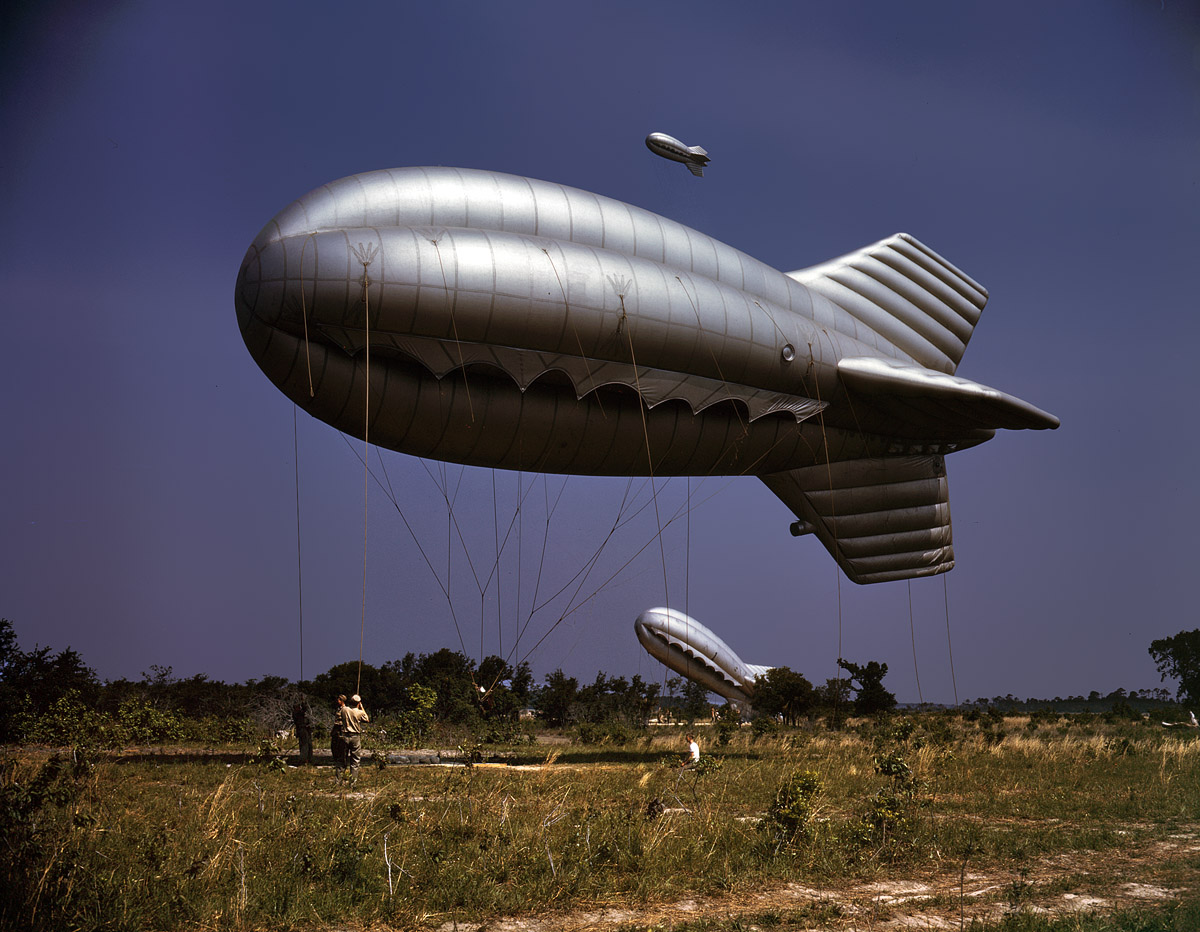
Американские заградительные аэростаты противовоздушной обороны, 1942

Заградительные аэростаты — специальные аэростаты, используемые для повреждения самолётов при столкновении с тросами, оболочками или подвешиваемыми на тросах зарядами взрывчатого вещества.
Начали применяться в период Первой мировой войны.
Считается, что первую победу новое средство ПВО одержало 23 июля 1917 года, когда австро-венгерская авиация при атаке итальянских позиций потеряла четыре самолёта вследствие повреждения тросами аэростатов заграждения.
Во время Второй мировой войны аэростаты широко применялись для защиты городов, промышленных районов, военно-морских баз и других объектов от нападения с воздуха. Наличие в системе ПВО аэростатов заграждения вынуждало самолёты противника летать на больших высотах и затрудняло прицельное бомбометание с пикирования.
Многие бомбардировщики были оснащены устройствами для разрезания тросов аэростатов заграждения. Великобритания использовала большое количество аэростатов заграждения, и в ответ Германия разработала весьма эффективные устройства для их обезвреживания. Немецкое устройство состояло из небольших C-образных приспособлений, установленных на передней кромке крыла. Когда трос аэростата попадал внутрь устройства, то после скольжения вниз крыла он приводил в действие небольшие пиропатроны, которые, сработав, в свою очередь приводили в действие лезвия, перерубавшие трос. Британские бомбардировщики также были оснащены подобными резаками, хотя немцы использовали сравнительно незначительное количество аэростатов заграждения.

## Галерея

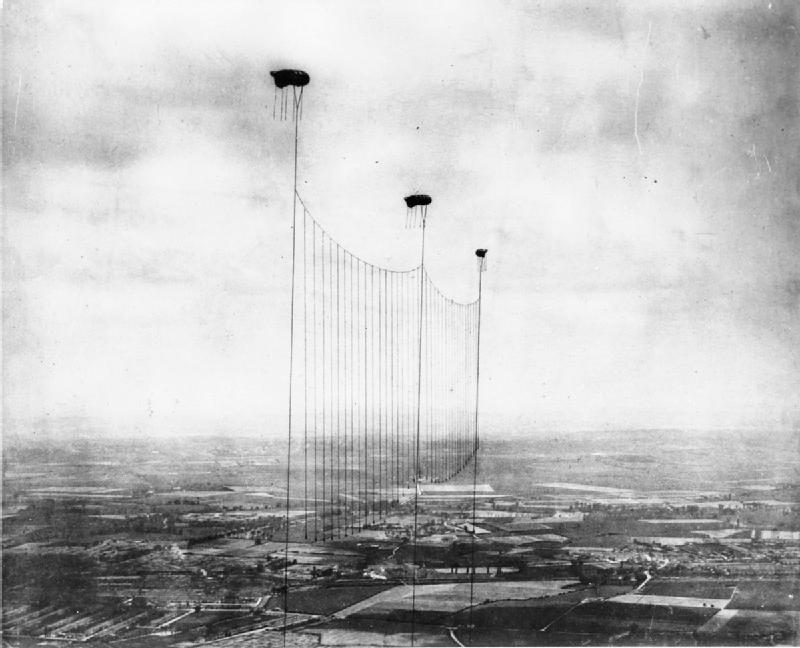
Лондон, Первая мировая война
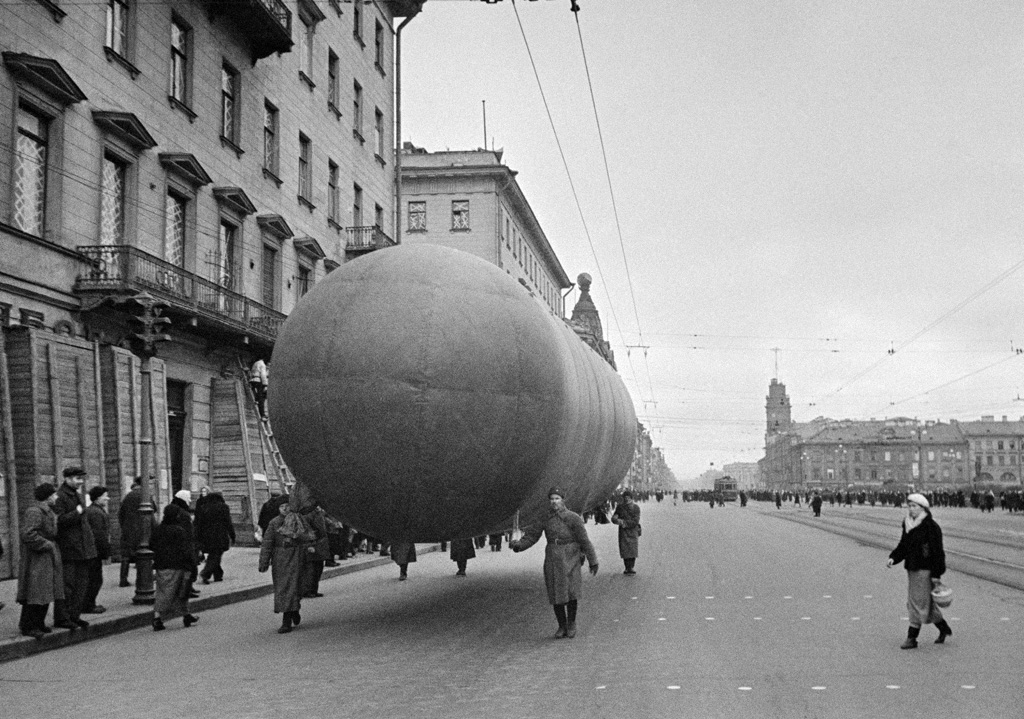
Газгольдер (хранилище водорода для аэростата) на Невском проспекте, 1941
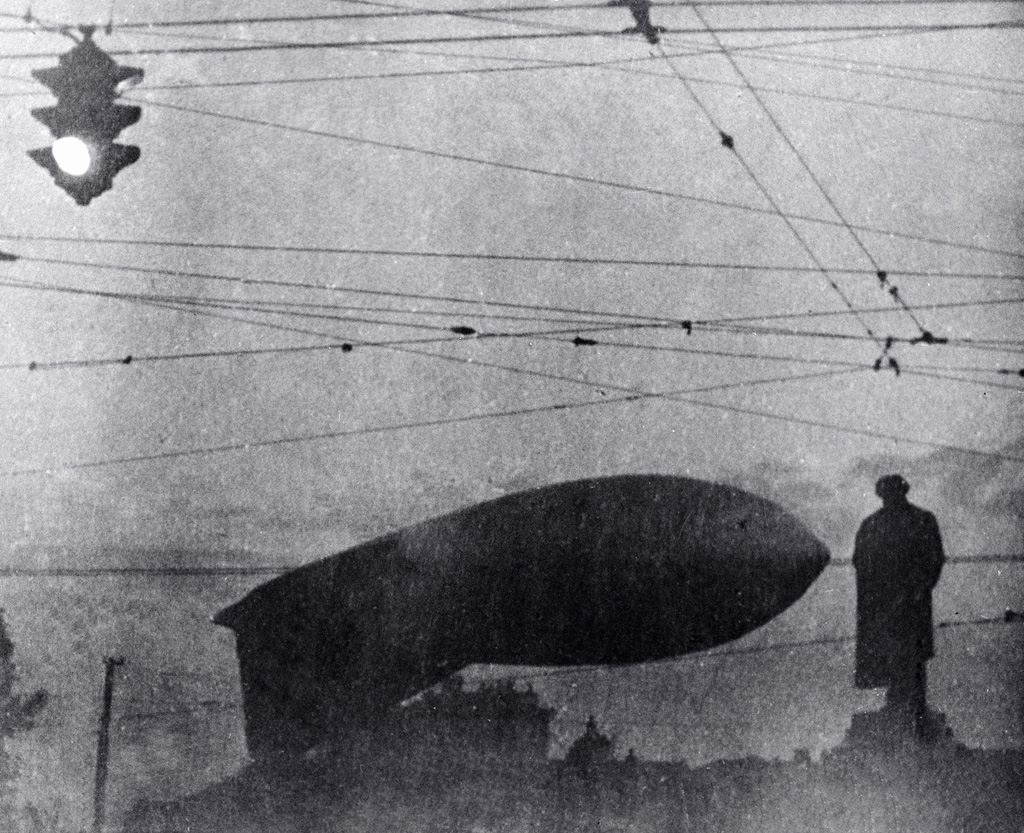
Москва, Пушкинская площадь, 1942
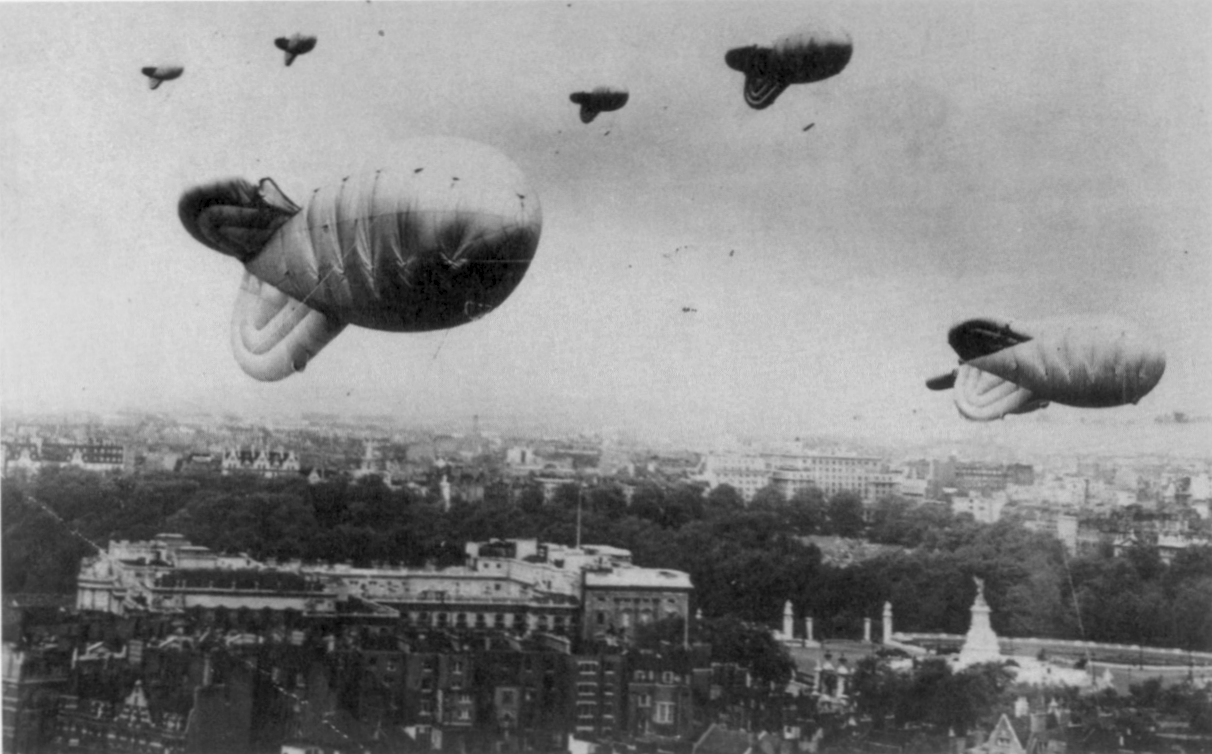
Лондон, Вторая мировая война